# Milda

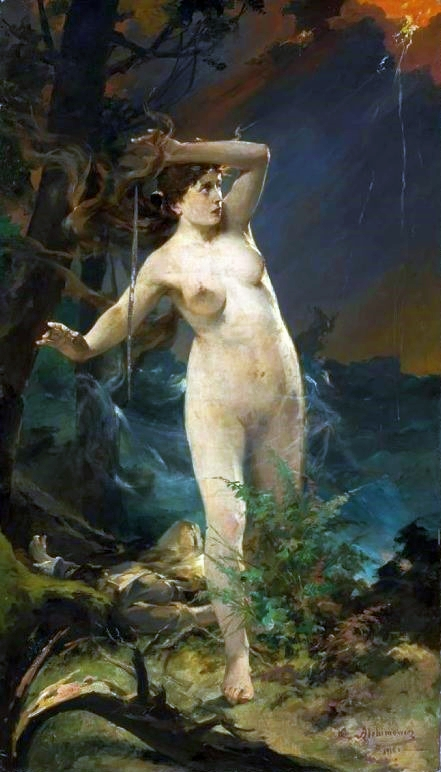
La diosa Milda de Kazimierz Alchimowicz (1910) en Museo Nacional de Varsovia.

Milda es el nombre que recibe la diosa del amor y de la libertad en la mitología lituana, a quien los lituanos también solían llamar Alexota. 
Se le corresponde con la Diosa griega Afrodita.
Se le tributaba culto principalmente en los alrededores de Kovno y venía a ser como la Venus Citerea de los griegos y romanos, en las orillas del río Niemen, puesto que era considerada como la diosa del amor y del matrimonio. Se le consagraba particularmente el mes de abril.